# إلينور جلين
إلينور جلين (بالإنجليزية: Elinor Glyn) هي كاتبة سيناريو وروائية وكاتِبة وممثلة بريطانية، ولدت في 17 أكتوبر 1864 بساينت هيلير في جيرزي، وتوفيت في 23 سبتمبر 1943 بلندن في المملكة المتحدة.

## أعمال

### أفلام
- (1922) خلف الصخور

## وصلات خارجية
- إلينور جلين على موقع IMDb (الإنجليزية)
- إلينور جلين على موقع الموسوعة البريطانية (الإنجليزية)
- إلينور جلين على موقع أول موفي (الإنجليزية)
- إلينور جلين على موقع قاعدة بيانات الأفلام السويدية (السويدية)
- إلينور جلين على موقع ديسكوغز (الإنجليزية)
- إلينور جلين على موقع قاعدة بيانات الفيلم (الإنجليزية)